# Sidoni (gramàtic)
Sidoni (en llatí Sidonius, en grec Σιδώνιος) va ser un gramàtic romà.
És mencionat a l'Etymologicum Magnum (pàgina 124), i pels escolis d'Homer i Píndar, recollits per Fabricius. Va ser un personatge diferent que un atenenc del mateix nom, sofista, contemporani de Demonax.